# Eslogan

El famoso cartel con el eslogan «Uncle Sam Needs YOU for US Army» («El Tío Sam te necesita A TI para el Ejército de los Estados Unidos»).

El eslogan (del inglés slogan) es, según el Diccionario de la lengua española, una «fórmula breve y original, utilizada para publicidad, propaganda política, etc».
A comienzos de la Primera Guerra Mundial, a través de la portada de la revista London Opinion, uno de los soldados británicos más famosos, Herbert Kitchener, se dirigía a los jóvenes soldados para transmitirles la necesidad de reclutar voluntarios para servir a su país. Su famoso eslogan «Tu país te necesita» (1914) se convirtió después en el famoso póster. Dos años más tarde, otro emblemático póster, que también tuvo sus orígenes en la portada de una revista o periódico, apareció en los Estados Unidos utilizando una variante, en el que el Tío Sam aparecía diciendo: «El ejército te necesita.».
Los lemas publicitarios son decisivos en la competencia comercial. Un eslogan publicitario efectivo debe:
- Declarar los beneficios principales del producto o marca para el comprador o cliente potencial.
- Destacar las diferencias con el de otras firmas, por supuesto, dentro de los requisitos legales.
- Ser declaración simple, concisa, tajante, directa y apropiada.
- Ser ingenioso (no de manera obligatoria, pero eso se espera, considerando sus objetivos).
- Adoptar una personalidad distintiva respecto al resto.
- Incluir un verbo que dé fuerza al mensaje que se quiere transmitir.
- Hacer que el consumidor se sienta bien.
- Hacer que el consumidor sienta un deseo o una necesidad y, por supuesto, que el producto la satisface.
- Sea difícil de olvidar, se adhiera a la memoria (quiérase que no), especialmente si se acompaña con instrumentos nemotécnicos como estribillos, ritmos, imágenes o secuencias de anuncios televisivos.

El buen eslogan debe ser corto, original e impactante. Para conseguirlo, se utilizan todos los recursos estilísticos al alcance del redactor: onomatopeya, aliteración, contraste, rima, etc. También son muy utilizados los juegos de palabras puesto que obligan a hacer un esfuerzo adicional al oyente que permite fijarlo mejor en su memoria. El espectador, además, los considera ingeniosos, por lo que no los rechaza de inmediato. El mayor éxito de un eslogan es que los consumidores lo repitan y lo incluyan en su día a día como ocurrió en España con el eslogan "El algodón no engaña".
Normalmente, los eslóganes son producidos por escritores profesionales entre los que se encuentran algunos de literatura culta, incluso en determinadas ocasiones novelistas (por ejemplo, Vladimir Nabokov propuso algunos a un diario de la época). 
Los eslóganes publicitarios están sujetos a controles éticos y a menudo se observan con reservas, si no con recelo, por las instituciones oficiales como la Advertising Standards Authority en el Reino Unido y la European Advertising Standards Alliance que se atribuye una responsabilidad sobre el bien público y cuya toma de decisiones se recoge en un Código de Publicidad. Organizaciones similares.

## El doble eslogan
- Hay anuncios en los que aparece un doble eslogan, que se dan en los medios audiovisuales. Una parte es un texto y otra es la imagen.
- Hay anuncios que tienen un doble eslogan con doble texto.
- Hay eslóganes que manifiestan un patrocinio.

Muchas empresas usan esta técnica para potenciar su marca.
En tiempos contentos existe el término «antieslogan», empleado para calificar aquellos eslóganes que no cumplen con el proceso de estrategia AIDA. Estos o son muy largos, o incoherentes, o poseen una terminología muy técnica que convierte al futuro cliente en incapaz de descifrar el mensaje que está recibiendo. Antieslogan se puede tildar de irónico, surge en el comienzo de la década del 1990 con los primeros llamados países del campo socialista ante las campañas un tanto disparatadas, que en estos se desarrollaban.

## Eslóganes míticos en España
Son muchos los eslóganes que ya han pasado a formar parte de la historia publicitaria española. Ya que por un motivo u otro, se han introducido en el imaginario colectivo y han perdurado a lo largo de los años. Algunos de ellos han sido pasando de generación en generación, aun cuando las marcas ya no los utilizan. Algunos ejemplos son:
- El algodón no engaña (Tenn)
- Busque, compare y si encuentra algo mejor, cómprelo (Detergente Colón)
- Hay cosas que el dinero no puede comprar, para todo lo demás Mastercard (Mastercard)
- Y duran y duran y duran... (Duracell)
- Porque yo lo valgo (L'Oréal)
- La chispa de la vida (Coca-Cola)
- Puedo prometer y prometo (Adolfo Suárez)
- Vuelve a casa por Navidad (Turrones El Almendro)
- Si bebes, no conduzcas (DGT)
- Piensa en verde (Heineken)
- ¿Te gusta conducir? (BMW)
- Si no queda satisfecho le devolvemos su dinero (El Corte Inglés)